# Кобиљак
Кобиљак је насељено мјесто у општини Двор, у Банији, Сисачко-мославачка жупанија, Република Хрватска.

## Историја
Кобиљак се од распада Југославије до августа 1995. године налазио у Републици Српској Крајини.

## Становништво
Према попису становништва из 2011. године насеље није имало становника.
| Националност       | 1991. | 1981. | 1971. | 1961. |
| Срби               | 146   | 185   | 221   | 268   |
| Црногорци          |       | 1     |       |       |
| остали и непознато | 5     |       |       |       |
| Укупно             | 151   | 186   | 221   | 268   |

| Демографија | Демографија | Демографија |
| Година      | Становника  | Становника  |
| ----------- | ----------- | ----------- |
| 1961.       | 268         |             |
| 1971.       | 221         |             |
| 1981.       | 186         |             |
| 1991.       | 151         |             |
| 2001.       | 6           |             |
| 2011.       |             | 0           |

| Националност       | 1961. |
| Срби               | 119   |
| остали и непознато |       |
| Укупно             | 119   |

| Националност       | 1961. |
| Срби               | 149   |
| остали и непознато |       |
| Укупно             | 149   |